# セントトーマス・ミドルアイランド教区
セントトーマス・ミドルアイランド教区（英語: Saint Thomas Middle Island Parish）は、セントクリストファー・ネイビスの行政教区のひとつ。セントクリストファー島中部に位置し、面積は国内で4番目に大きい。人口は2,535人（2011年国勢調査）。
世界遺産であるブリムストーン・ヒル要塞国立公園は、同教区とセントアン・サンディポイント教区の境界付近に所在する。

## 主な都市
- コンヤース（Conyers）
- フランクランズ（Franklands）
- ゴドウィンズ・ガウト（Godwin's Ghaut）
- ハーフウェイ・ツリー（Half Way Tree）
- ランバーツ（Lamberts）
- ミドルアイランド（Middle Island） - 中心地
- ニューギニア（New Guinea）
- オールドロード・タウン（英語版）（Old Road Town） - 最大の都市
- ヴァーチャイルド（Verchilds）